# Chondrina ascendens
Chondrina ascendens ist eine Art der Kornschnecken (Chondrinidae) aus der Unterordnung der Landlungenschnecken (Stylommatophora).

## Merkmale
Das spindelförmig bis kegelig spindelförmige Gehäuse ist 5,6 bis 8,7 mm hoch und 2,3 bis 3,1 mm breit. Es hat 6,5 bis 8,25 mäßig gewölbte Windungen. Die Oberfläche ist sehr fein und regelmäßig gerippt bis fein regelmäßig gestreift, z. T. sogar bis fast glatt. Der Mündungsrand ist scharf umgebogen, und mäßig bis sehr stark schwellenförmig verdickt. Er ist im Nackenbereich unterbrochen. Die Mündungsbewehrung ist stark reduziert bis völlig reduziert. Meist sind nur Angularis, Parietalis und Columellaris als etwas kräftigere Lamellen entwickelt; oft ist sogar nur die Angularis etwas deutlicher zu sehen. Die Palatalis superior und die Palatalis inferior sind dagegen meist nur weiße, leicht verdickte Streifen. Die letzte Gehäusewindung ist im Gaumenbereich nicht oder nur wenig abgeflacht. Daher ist die Gehäusebasis nicht gekielt, sondern ist in der Frontalansicht U-förmig gerundet. Das Gehäuse ist hell bis dunkel hornbraun gefärbt. Die Oberfläche ist glänzend, die Schale durchscheinend.
Im männlichen Teil des Genitalapparates sind Penis und Epiphallus im basalen Bereich des Penis verwachsen; der "freie" Teil des Penis, d. h. von der Einmündung in das Atrium bis zur Verwachsung mit dem Epiphallus ist sehr kurz, meist weniger als ein Viertel der Penis/Epiphallus-Schleife. Länge und Breite der Penis/Epiphallus-Schleife variieren, die Verhältnisse zueinander bleiben jedoch in etwa gleich. Der Penisretraktormuskel setzt am ersten Drittel bis Viertel der Penis/Epiphallus-Schleife an. Der Samenleiter liegt der Vagina dicht an und tritt noch vor der Verwachsung Penis/Epiphallus in das Gewebe der Penishülle ein. Im ersten Viertel der Penis/Epiphallus-Schleife (zum Atrium hin) ist nur eine Längsstruktur vorhanden. Im nächsten Viertel tritt zusätzlich noch eine Querrunzelung hinzu, die im weiteren Verlauf (im dritten Viertel) deutlicher und regelmäßiger wird. Im letzten Viertel der proximalen Hälfte der Penis/Epiphallus-Schleife sowie im ersten Viertel bis ersten Drittel der distalen Hälfte ist wieder nur eine Längsstruktur ausgebildet. Im letzten Teil der distalen Hälfte ist wiederum eine anfangs grobe, danach regelmäßiger und feiner werdende Querrunzelung vorhanden. Im letzten Viertel oder Achtel vor der Einmündung des Samenleiters ist die Innenwand nur noch mit Papillen besetzt.
Im weiblichen Teil des Genitalapparates ist die Vagina nur mäßig lang, und etwa doppelt so lang wie der recht kurz freie Eileiter. Die Vagina ist zudem etwa eineinhalbmal so breit wie der freie Teil des Penis. Der Stiel der Samenblase ist vergleichsweise lang, die Samenblase selber kommt jedoch auf Höhe der Prostatadrüse zu liegen und ist z. T. in das Gewebe der Prostatadrüse eingebettet. Die Radula weist in der Halbquerreihe neben dem Zentralzahn 38 Seitenzähne auf.

### Ähnliche Arten
Das Gehäuse von Chondrina ascendens ähnelt stark dem Gehäuse von Chondrina farinesi, besonders der Unterart Chondrina farinesii farinesii, die ebenfalls eine stark reduzierte Mündungsbewehrung hat. Es ist im Durchschnitt jedoch etwas größer und besitzt eine meist stärker verdickte Mündungslippe; kleine Exemplare mit weniger stark verdickter Mündungslippe sind jedoch kaum zu unterscheiden. Chondrina ascendens ist jedoch eindeutig durch den anders ausgebildeten Geschlechtsapparat zu unterscheiden; Chondrina farinesii besitzt ein rudimentäres Flagellum. Auch Chondrina falkneri uns Chondrina gerhardi unterscheiden sich in der Gehäusemorphologie kaum, kommen jedoch mehrere hundert Kilometer entfernt in den französischen Westalpen vor.

## Geographische Verbreitung und Lebensraum
Das Verbreitungsgebiet erstreckt sich in den Pyrenäen beiderseits der Wasserscheide von der Ariège im Osten bis in das Baskenland (Orduña, Prov. Vizcaya) und Haro (Provinz La Rioja) sowie bei Huesca (Aragonien, Spanien, südlich des Ebro gelegen).
Die Art lebt in offenen, felsigen Habitaten von 300 m bis etwa 1700 m über Meereshöhe.

## Taxonomie
Das Taxon wurde 1878 von Carl Agardh Westerlund als Pupa jumillensis var. ascendens erstmals beschrieben. Edmund Gittenberger erhob das Taxon in den Rang einer Art und wies es der Gattung Chondrina zu. Er gibt folgende Synonyme an (die Fauna Europaea folgt ihm):
- Pupa aragonica Fagot, 1888
- Pupa saltus Fagot, 1888
- Pupa ignota Fagot, 1888
- Pupa speluncae Locard, 1894
- Pupa longini Fagot, 1906
- Chondrina gorbeana Pilsbry, 1918

## Gefährdung
Nach der Einschätzung der International Union for Conservation of Nature and Natural Resources (IUCN) ist die Art trotz ihres kleinen Verbreitungsgebietes nicht gefährdet.

## Belege

### Online
- AnimalBase - Chondrina ascendens (Westerlund, 1887)